# Jorge Cafrune

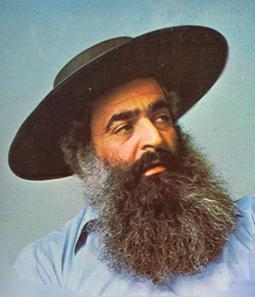
Jorge Cafrune

Jorge Cafrune (n. Jujuy, Argentinië, 8 augustus 1937 - † Tigre, Argentinië, 1 februari 1978), bijgenaamd "de Turk", was een van de meest populaire Argentijnse volkszangers van zijn tijd.

## Discografie
| Titel                                                                          | Jaar | Label    |
| ------------------------------------------------------------------------------ | ---- | -------- |
| Las voces de Huayra                                                            | 1957 | Columbia |
| Folklore                                                                       | 1962 | H. y R.  |
| Tope Puestero                                                                  | 1962 | H. y R.  |
| Cafrune                                                                        | 1962 | H. y R.  |
| Jorge Cafrune                                                                  | 1962 | H. y R.  |
| Emoción, Canto y Guitarra                                                      | 1964 | CBS      |
| Cuando llegue el alba                                                          | 1964 | CBS      |
| Que seas vos                                                                   | 1964 | CBS      |
| Ando cantándole al viento y no sólo por cantar                                 | 1965 | CBS      |
| El Chacho, Vida y muerte de un caudillo - Mono 8599                            | 1965 | CBS      |
| La Independencia                                                               | 1966 | CBS      |
| Yo digo lo que siento                                                          | 1966 | CBS      |
| Jorge Cafrune                                                                  | 1967 | CBS      |
| Yo he visto cantar al viento                                                   | 1968 | CBS      |
| Este destino cantor                                                            | 1969 | CBS      |
| Zamba por vos                                                                  | 1969 | CBS      |
| Jorge Cafrune interpreta a José Pedroni                                        | 1970 | CBS      |
| Lindo haberlo vivido para poderlo contar                                       | 1971 | CBS      |
| Labrador del canto                                                             | 1971 | CBS      |
| Yo le canto al Paraguay                                                        | 1971 | CBS      |
| Virgen india (con Marito)                                                      | 1972 | CBS      |
| Aquí me pongo a contar… Cosas del Martín Fierro                                | 1972 | CBS      |
| De mi madre (con Marito)                                                       | 1972 | CBS      |
| De lejanas tierras. Jorge Cafrune le canta a Eduardo Falú y Atahualpa Yupanqui | 1972 | CBS      |
| Siempre se vuelve                                                              | 1975 | CBS      |
| Jorge Cafrune en la ONU                                                        | 1976 | CBS      |

- Biblioteca Nacional de España: XX885264
- Bibliothèque nationale de France: cb165901767 (data)
- Gemeinsame Normdatei: 142340634
- International Standard Name Identifier: 0000 0001 2020 6426
- Library of Congress Control Number: no98019299
- MusicBrainz: f989d864-35c6-4287-bc37-5e535c90232a
- Virtual International Authority File: 9457039
- WorldCat: E39PBJppBJJvfF6yK88fhKpHG3